# 清宁大桥
31°32′43″N 120°18′01″E / 31.54526°N 120.30040°E
清宁大桥，是位于中华人民共和国江苏省无锡市梁溪区的一座大桥，跨京杭大运河。

## 特点
清宁大桥，2007年12月竣工，全长521米，宽30米。清宁大桥是清名西路工程，可缓解太湖大道与金匮大桥压力。清宁大桥由无锡市工商学会顾洪甫等人提议，取义自无锡民谣“有锡兵，天下争；无锡宁，天下清”。